# 心之羽根
《心之羽根》（日语：心の羽根）是Team Dragon from AKB48的單曲。於2010年7月21日由日本古倫美亞發售。

## 概要
分為9種初回限定版與2種一般版，共計11種版本。初回限定版的9個版本為CD加DVD，版本分別為組合中7人加上與動畫的商業搭配版本，如前田敦子版、高橋南版、渡邊麻友版、大島優子版、板野友美版、小嶋陽菜版、柏木由紀版、Team Dragon版和七龍珠改版共9種。廣告標語是「相信自己的話，哪怕飞天也不是件难事」。PV導演是Michael Arias。
PV是以下的設定來拍攝。
| 成員       | 飾演名稱 | 職業                       |
| ---------- | -------- | -------------------------- |
| 小嶋陽菜   | HASANA   | 情報管理局 新人            |
| 大島優子   | YLAVA    | 真理省 秘書部              |
| 高橋みなみ | MIU      | 真理省 秘書部              |
| 板野友美   | TABYA    | 奇諾等離離子體 發電機 職員 |
| 前田敦子   | AKANA    | 情報管理局 新人            |
| 柏木由紀   | YUHI     | 情報管理局 新人            |
| 渡邊麻友   | MANDI    | 奇諾等離離子體 發電機 職員 |

## 收錄曲
（全作詞：秋元康）
1. 心之羽根 [4:26]
作曲：横健介、編曲：生田真心
  - 富士電視台『七龍珠改』片尾曲
  - TBS『有吉AKB共和国』片尾曲
2. 世界中之雨 [3:19]
作曲：すみだしんや、編曲：野中雄一
3. 心之羽根（off vocal ver.）
4. 世界中之雨（off vocal ver.）

## Team Dragon from AKB48
Team Dragon from AKB48（日语：チームドラゴン from AKB48）是秋元康創立的女子團體AKB48選拔其中7人所組成的隊伍。

### 概要
2010年5月由富士電視台系列的動畫《七龍珠改》的主題曲，成立目的是為了唱歌而產生AKB48的派生組合。

### 成員
排列根據年齡順序。
- 小嶋陽菜（1988年4月19日－）
- 大島優子（1988年10月17日－）
- 高橋みなみ（1991年4月8日－）
- 板野友美（1991年7月3日－）
- 前田敦子（1991年7月10日－）
- 柏木由紀（1991年7月15日－）
- 渡邊麻友（1994年3月26日－）

### Disco
| # | 發售日        | 曲名     | 最高 週榜 排名 | 首週銷量 | 累積銷量  | 發售形式 | 記錄No:      | 種類                          |
| - | ------------- | -------- | -------------- | -------- | --------- | -------- | ------------ | ----------------------------- |
| 1 | 2010年7月21日 | 心之羽根 | 1位            | 80,128張 | 146,160張 | CD+DVD   | COZA-447・8  | 初回限定盤（前田敦子版本）    |
| 1 | 2010年7月21日 | 心之羽根 | 1位            | 80,128張 | 146,160張 | CD+DVD   | COZA-449・50 | 初回限定盤（高橋みなみ版本）  |
| 1 | 2010年7月21日 | 心之羽根 | 1位            | 80,128張 | 146,160張 | CD+DVD   | COZA-451・2  | 初回限定盤（渡邊麻友版本）    |
| 1 | 2010年7月21日 | 心之羽根 | 1位            | 80,128張 | 146,160張 | CD+DVD   | COZA-453・4  | 初回限定盤（大島優子版本）    |
| 1 | 2010年7月21日 | 心之羽根 | 1位            | 80,128張 | 146,160張 | CD+DVD   | COZA-455・6  | 初回限定盤（板野友美版本）    |
| 1 | 2010年7月21日 | 心之羽根 | 1位            | 80,128張 | 146,160張 | CD+DVD   | COZA-457・8  | 初回限定盤（小嶋陽菜版本）    |
| 1 | 2010年7月21日 | 心之羽根 | 1位            | 80,128張 | 146,160張 | CD+DVD   | COZA-459・60 | 初回限定盤（柏木由紀版本）    |
| 1 | 2010年7月21日 | 心之羽根 | 1位            | 80,128張 | 146,160張 | CD+DVD   | COZA-461・2  | 初回限定盤（Team Dragon版本） |
| 1 | 2010年7月21日 | 心之羽根 | 1位            | 80,128張 | 146,160張 | CD+DVD   | COZA-463・4  | 初回限定盤（七龍珠改版本）    |
| 1 | 2010年7月21日 | 心之羽根 | 1位            | 80,128張 | 146,160張 | CD       | COCA−16397   | 通常盤（Team Dragon版本）     |
| 1 | 2010年7月21日 | 心之羽根 | 1位            | 80,128張 | 146,160張 | CD       | COCA−16398   | 通常盤（七龍珠改版本）        |

## 外部連結
- 日本古倫美亞 | Team Dragon from AKB48
- 日本古倫美亞｜Team Dragon from AKB48「心の羽根」 （页面存档备份，存于）